# Ann E. Weber
Ne doit pas être confondu avec Anne Weber.
Ann E. Weber est la vice-présidente principale du secteur pour la découverte de médicaments chez Kallyope Inc. à New York. Elle a précédemment travaillé pour les laboratoires de recherche Merck, en 1987 et a quitté en 2015 avec le poste de vice-présidente de la chimie pour l'optimisation des composés candidats. Elle a participé au développement de plus de 40 médicaments dont des traitements approuvés par la Food and Drug Administration pour le diabète de type 2. Elle a reçu de nombreux prix, dont la médaille Perkin, en 2017, et a été intronisée au Temple de la renommée MEDI de la Division de la chimie médicinale de l'American Chemical Society.

## Parcours académique
Ann Weber a grandi à Oshkosh, dans l'État du Wisconsin, née de parents dont la mère était infirmière et le père, médecin,,. Elle a fait ses études à l'école secondaire de Lourdes (en) (Oshkosh, Wisconsin), une école catholique offrant un programme scientifique élaboré.
Elle a obtenu un baccalauréat en chimie summa cum laude de l'Université Notre-Dame-du-Lac, en 1982, et un doctorat de l'Université Harvard, où elle a étudié la chimie organique de synthèse avec David A. Evans. En 1987, elle a été la première femme de son groupe à recevoir un doctorat.

## Recherche
Ann Weber a rejoint les laboratoires Merck à Rahway, New Jersey, en 1987, avant de prendre sa retraite en 2015. En 2016, elle a rejoint Kallyope Inc. à New York en tant que vice-présidente principale. Ses domaines de recherche incluent le développement de ligands pour les récepteurs couplés aux protéines G, les récepteurs ionotropes sensibles à un ligand et les enzymes.
Au cours de sa carrière, elle a publié plus de 80 articles. Elle est co-inventeur de plus de 35 brevets américains. Ses travaux ont mené à la mise au point de plus de 40 médicaments candidats, y compris des traitements approuvés par la FDA pour le diabète de type 2. D'autres médicaments candidats ciblent l'obésité, l'athérosclérose, la douleur et l'incontinence urinaire.
À partir de 1999, Weber a dirigé l'équipe chimique pour le développement de Januvia, un médicament contenant de la sitagliptine) qui inhibe l'enzyme dipeptidyl peptidase-4 (DPP-4) et améliore la tolérance au glucose pour traiter le diabète de type 2. Nancy Thornberry (en) a dirigé l'équipe biologique correspondante pour le projet,,. Le médicament a été approuvé par la Food and Drug Administration en octobre 2006. Janumet, un médicament combinant sitagliptine et metformine a été également approuvé, en avril 2007. En 2007, l'équipe de recherche chez Merck dont elle fit partie a reçu le prix Galien USA prix pour leur travail sur Januvia.

## Prix
- 2017, Médaille Perkin, Société de l'industrie chimique (Section américaine) (en)[15],[16]
- 2016, admise au Temple de la renommée MEDI, Division ACS de chimie médicinale[17],[18]
- 2013, Prix Women in STEM du Centre des sciences Liberty (LSC)[19]
- 2011, Discoverer's Award, recherche pharmaceutique et fabricants d'Amérique (PhRMA), avec Nancy Thornberry (en)[11]
- 2011, Prix du brevet Thomas Alva Edison du Conseil de recherche et de développement du New Jersey[20]
- 2010, Heroes of Chemistry Award (ACS) avec Nancy Thornberry et Joseph Armstrong[21],[22]
- 2010, Prix d'excellence en chimie médicinale Robert M. Scarborough de l'American Chemistry Society (ACS)[10]
- 2008, lauréate du prix femmes exceptionnelles de la science de l'Association du New Jersey pour la recherche biomédicale (NJABR)[1]
- 2007, Prix Galien USA à l'équipe de recherche Merck pour Januvia[23]
- Prix du directeur de Merck & Co., le plus grand honneur que Merck confère à ses employés[4]